# Liste der Geotope im Landkreis Würzburg
Diese Liste enthält zwölf Geotope des unterfränkischen Landkreises Würzburg in Bayern.
Die Liste enthält die amtlichen Bezeichnungen für Namen und Nummern des Bayerischen Landesamt für Umwelt (LfU) sowie deren geographische Lage. Diese Liste ist möglicherweise unvollständig. Im Geotopkataster Bayern sind etwa 3.400 Geotope (Stand März 2020) erfasst. Das LfU sieht einige Geotope nicht für die Veröffentlichung im Internet geeignet. Einige Objekte sind zum Beispiel nicht gefahrlos zugänglich oder dürfen aus anderen Gründen nur eingeschränkt betreten werden.
| Name                                                       | Bild           | Geotop ID | Gemeinde / Lage       | Geologische Raumeinheit      | Beschreibung | Fläche m² / Ausdehnung m | Geologie | Aufschlussart          | Wert               | Schutzstatus                  | Bemerkung                       |
| ---------------------------------------------------------- | -------------- | --------- | --------------------- | ---------------------------- | --- | ------------------------ | --- | ---------------------- | ------------------ | ----------------------------- | ------------------------------- |
| Lützelbruch WNW von Lindelbach                             |                | 679A002   | Randersacker Position | Östliche Fränkische Platten  | Das Steinbruchgelände erschließt die obersten Partien des Oberen Muschelkalks und die untersten Schichten des Unteren Keupers. Abgebaut wurde der Quaderkalk, dessen Abbau durch Reste der Abbauanlagen und zeitweilige Demonstrationen dokumentiert wird. Besonders gut ist die namengebende rechtwinklig stehende Klüftung an der Steinbruchsohle zu sehen. Im Ost-Teil des Steinbruchs durchschlägt eine Störung die Schichten.                                                                                     | 15000 150 × 100          | Typ: Sedimentstrukturen, Schichtfolge Art: Kalkstein                                                          | Steinbruch             | besonders wertvoll | Naturdenkmal                  |                                 |
| Ehem. Muschelkalkbruch Höchheimer Höhe ENE von Greußenheim |                | 679A004   | Greußenheim Position  | Westliche Fränkische Platten | Der Steinbruch zeigt die Schichtenfolge von der Wellenkalkfolge 7 bis zur 3. Schaumkalkbank. Die Wellenkalkfolge 7 zeigt Rutschungserscheinungen (einschließlich Sigmoidalklüftung), die in semikonsolidierten Sedimenten gebildet wurden. Im Nordteil ist eine Störung lokalisiert, deren Versatz an der 1. Schaumkalkbank quantifiziert werden kann. | 1200 40 × 30             | Typ: Schichtfolge, Gesteinsart, Sedimentstrukturen, Störung Art: Kalkstein                                    | Steinbruch             | wertvoll           | Landschaftsbestandteil        |                                 |
| Ehem. Gipsbruch NE von Bergtheim                           |                | 679A005   | Bergtheim Position    | Östliche Fränkische Platten  | Anstehend sind die Grundgipsschichten der Myophorienschichten in Form von geschichtetem, teilweise gelaugtem, weißem Gips, in den dünne Ton- und Mergelsteine zwischengeschaltet sind. In den weitgehend verwachsenen Abbauen sind nur noch geringe Anteile der ehemaligen Steinbruchwände aufgeschlossen. Erkennbar sind Karsterscheinungen mit einer Höhle. | 1000 50 × 20             | Typ: Gesteinsart Art: Gips                                                                                    | Steinbruch             | bedeutend          | Landschaftsbestandteil        |                                 |
| Ehem. Quaderkalkbrüche Gieshügel NE von Randersacker       |                | 679A006   | Randersacker Position | Östliche Fränkische Platten  | In mehreren benachbarten, heute stark verstürzten und verwachsenen Steinbrüchen sind die obersten Schichten des Oberen Muschelkalks und die untersten Schichten des Unteren Keupers aufgeschlossen. Abgebaut wurde der Quaderkalk. Das Gelände ist Eigentum der Universität Würzburg und wird vor allem aus ökologischen Gründen als Freiland-Lehrgebiet genutzt. Es ist mit einem Elektrozaun umgeben und nicht zugänglich.                                                                                           | 300000 1500 × 200        | Typ: Schichtfolge, Gesteinsart Art: Kalkstein                                                                 | Steinbruch             | bedeutend          | Naturschutzgebiet, FFH-Gebiet |                                 |
| Ehemaliger Sandsteinbruch W von Höchberg                   | weitere Bilder | 679A007   | Höchberg Position     | Westliche Fränkische Platten | In dem seit langem aufgelassenen Steinbruch sind mit den Roten und Grünen Tonen und dem unterlagernden Werksandstein die Schichten des Unteren Keupers (sogenannter Lettenkeuper) aufgeschlossen. Die Wände zeigen ein typisches Inventar fluviatiler Sedimentation mit Rinnenkörpern und Überflutungsschichten. Auf den Schichtflächen sind Spurenfossilien zu erkennen. Die Abbauwände zeigen deutliche Bearbeitungsspuren.                                                                                          | 10000 200 × 50           | Typ: Gesteinsart, Schichtfolge, Pflanzliche Fossilien, Tierische Fossilien, Sedimentstrukturen Art: Sandstein | Steinbruch             | wertvoll           | Naturdenkmal, FFH-Gebiet      | Bayerns schönste Geotope Nr. 86 |
| Kaisersteinbruch WSW von Gaubüttelbrunn                    |                | 679A009   | Kirchheim Position    | Östliche Fränkische Platten  | Der aufgelassene Steinbruch der Firma Kaisersteinbruch GmbH liegt im Bereich des Quaderkalks, der ehemals im Niveau des Oberen Hauptquaderhorizonts abgebaut wurde. Nur der abbauwürdige Horizont ist an den ehemaligen Steinbruchwänden noch einzusehen, aber die rechtwinklige Klüftung ist auf der Abbausohle im zentralen Bereich gut erkennbar. Anlässlich eines europäischen Symposiums von Steinbildhauern wurden künstlerische Skulpturen aufgestellt, von denen heute noch zwölf im Steinbruch zu sehen sind. | 45000 300 × 150          | Typ: Schichtfolge, Gesteinsart Art: Kalkstein                                                                 | Steinbruch             | wertvoll           | kein Schutzgebiet             |                                 |
| Steinbruch an der Straße Thüngersheim-Güntersleben         | weitere Bilder | 679A010   | Thüngersheim Position | Westliche Fränkische Platten | Der kleine ehemalige Muschelkalk-Steinbruch erschließt die Schichtenfolge des Unteren Muschelkalks vom Liegenden der 2. Schaumkalkbank bis zu den Orbicularis-Schichten. An der ehemaligen Abbauwand ist die ablagerungsgeschichtliche Entwicklung von der Wellenkalkfolge 7 mit deutlichen Rutschungen über diagenetische Überprägung unterhalb der 2. Schaumkalkbank bis zum Top der 2. Schaumkalkbank abzulesen. | 1200 60 × 20             | Typ: Gesteinsart, Schichtfolge Art: Kalkstein                                                                 | Steinbruch             | bedeutend          | kein Schutzgebiet             |                                 |
| Muschelkalkprofil an der Höhfeldplatte SE von Thüngersheim | weitere Bilder | 679A011   | Thüngersheim Position | Westliche Fränkische Platten | Am Rand des Naturschutzgebiets Höhfeldplatte ist die Schichtenfolge von der Spiriferinabank bis zum unteren Teil des Mittleren Muschelkalks aufgeschlossen. Der stratigraphisch tiefere Bereich ist an der Hangkante als künstlich erweiterter Hangriss erschlossen, der höhere Bereich auf einem Fußweg entlang der Oberkante eines angrenzenden Steinbruchs. Wertvoll sind die Aufschlüsse der Schaumkalkbank, die Basis des Mittleren Muschelkalks und die fossilen Orbicularis-Schichten.                          | 4000 200 × 20            | Typ: Schichtfolge, Gesteinsart, Fossiler Boden Art: Kalkstein                                                 | Felshang/Felskuppe     | wertvoll           | Naturschutzgebiet, FFH-Gebiet |                                 |
| Quaderkalkbruch NW von Kleinochsenfurt                     |                | 679A012   | Ochsenfurt Position   | Östliche Fränkische Platten  | Der Steinbruch erschließt die Quaderkalkfazies des Obersten Muschelkalks. Er wurde in den 1940er Jahren für den Bau der benachbarten Main-Staustufe angelegt. Durch regelmäßige Beweidung wird das Zuwachsen verhindert. Der Bruch liegt in einem Naturschutzgebiet. | 25000 250 × 100          | Typ: Gesteinsart, Schichtfolge, Sedimentstrukturen, Schlucht Art: Kalkstein                                   | Steinbruch             | wertvoll           | Naturschutzgebiet, FFH-Gebiet | Bayerns schönste Geotope Nr. 83 |
| Karstquelle im Norbertusheim-Stollen bei Oberzell          |                | 679Q001   | Zeil am Main Position | Westliche Fränkische Platten | Am Ende des Norbertusheim-Stollens bei Zell tritt aus dem oberen Bereich der Orbicularis-Schichten eine stark schüttende Quelle aus einer verkarsteten Störung mit nur geringem Versatz aus. Das austretende Wasser, wie auch das von mehr als 25 anderen Quellen im Stollen, wird zur Wasserversorgung der Stadt Würzburg genutzt und im nahen, denkmalgeschützten Wasserwerk aufbereitet. | 6 3 × 2                  | Typ: Störungsquelle Art: Kalkstein                                                                            | Tunnel/Stollen/Schacht | wertvoll           | kein Schutzgebiet             |                                 |
| Felshänge am Hirschberg ENE von Erlabrunn                  | weitere Bilder | 679R003   | Thüngersheim Position | Westliche Fränkische Platten | An den Hängen des Hirschbergs südlich von Thüngersheim streichen die Schichten des obersten Unteren Muschelkalks aus. Aufgeschlossen sind unter anderem die drei Schaumkalkbänke im steilsten Hangabschnitt, während die weniger verwitterungsresistenten Orbicularis-Schichten eine Hangverflachung veranlassen. Typisch für diesen Teil Mainfrankens ist die Verbreitung der Weinberge am Hang, die den Bereich des steilen Schaumkalkbank-Niveaus aussparen.                                                        | 8000 200 × 40            | Typ: Felswand/-hang, Gesteinsart, Schichtfolge Art: Kalkstein                                                 | Hanganriss/Felswand    | wertvoll           | Naturdenkmal                  |                                 |
| Muschelkalkhang Talberg NNW von Veitshöchheim              |                | 679R004   | Thüngersheim Position | Westliche Fränkische Platten | An den steilen Hängen des Talbergs streichen die Schichten des Unteren Muschelkalks im stratigraphischen Bereich der Schaumkalkbänke aus. Die Schichten zeigen bemerkenswerte Rutschungserscheinungen, die teilweise zu einem brekziösen Habitus der Wellenkalk-Pakete führten. In zwei Naturschutzgebieten an den Hängen ist eine für dieses Substrat charakteristische Vegetation entwickelt. | 6750 150 × 45            | Typ: Felswand/-hang, Gesteinsart, Schichtfolge, Sedimentstrukturen Art: Kalkstein                             | Hanganriss/Felswand    | wertvoll           | Landschaftsschutzgebiet       |                                 |